# رضة دماغية
الرضة الدماغية هي أحد أشكال الإصابة الدماغية الرضية، والتي تحدث عندما تأتي كدمة خارجية تصطدم بها، والتي تصيب الدماغ بشدة. تلتأم طبيعيًا الإصابة أو الرأس المجروحة.
وهي شكل من أشكال إصابة الدماغ المؤلمة، حيث تسبب في طفرة أنسجة المخ، كالكدمات في الأنسجة الأخرى، يمكن أن يترافق مع الكدمة الدماغية نزيفات دقيقة متعددة، أوعية دموية صغيرة تتسرب إلى أنسجة المخ. تحدث الكدمة في 20-30% من إصابات الرأس الشديدة. يمكن أن تسبب الإصابة تدهورًا في الصحة العقلية، وهي نتيجة للفتق، وهي حالة تهدد الحياة حيث يتم الضغط على أجزاء من الدماغ في أجزاء سابقة من الجمجمة.
وإصابات الرأس عادة ما تأثر في الدماغ، ومن الممكن أن تسبب أذى شديد لفروة الرأس، والجمجمة، ويعد سبب رئيسي في الوفاة، والعجز، في جميع أنحاء العالم وخاصة من الأطفال، والبالغين.
ومن أسبابها حوادث السيارات، والعنف. وتمنع التكنولوجيا الحوادث لكي لا يصاب الناس بالدماغ، مثل أحزمة الأمان، وخوذات الدراجة النارية.